# Cabrières-d'Aigues
Cabrières-d'Aigues é uma comuna francesa na região administrativa da Provença-Alpes-Costa Azul, no departamento de Vaucluse. Estende-se por uma área de 18.96 km². Em 2010 a comuna tinha 970 habitantes (densidade: 51,2 hab./km²).